# Motorola (equip ciclista)
L'equip Motorola (conegut anteriorment com a 7 Eleven) va ser un equip ciclista estatunidenc que competí entre el 1981 i 1996.

## Història
El 1981, amb el patrocini de l'empresa 7-Eleven, es va crear l'equip en categories amateurs. D'aquesta etapa d'estaquen ciclistes com Eric Heiden, Davis Phinney, Alex Stieda o Rebecca Twigg.
El 1985 l'equip passa al professionalisme, esdevenint el primer equip nord-americà en fer-ho. Arriben ciclistes com Ron Kiefel o Alexi Grewal. Durant aquests anys l'equip és invitat a curses com el Giro d'Itàlia o el Tour de França, on fins i tot, s'aconsegueixen triomfs d'etapa i el 1988 la classificació final de la ronda italiana per part de Andrew Hampsten.
El 1991, hi ha un canvi de patrocinador amb l'entrada de Motorola. Es tenia a Andrew Hampsten i Steve Bauer com a líders. L'any següent es fitxa a un jove Lance Armstrong. L'equip es va dissoldre a la fi de la temporada de 1996 i molts dels corredors van anar a parar a l'US Postal.

## Principals resultats

### A les grans voltes
- Volta a Espanya
  - 2 participacions (1995, 1996)
  - 0 victòries d'etapa:
  - 0 classificació final:

- Tour de França
  - 11 participacions (1986, 1987, 1988, 1989, 1990, 1991, 1992, 1993, 1994, 1995, 1996)
  - 8 victòries d'etapa:
    - 1 el 1986: Davis Phinney
    - 3 el 1987: Davis Phinney, Dag Otto Lauritzen, Jeff Pierce
    - 1 el 1991: Phil Anderson
    - 1 el 1992: Andrew Hampsten
    - 1 el 1993: Lance Armstrong
    - 1 el 1995: Lance Armstrong

- Giro d'Itàlia
  - 7 participacions (1985, 1988, 1989, 1990, 1992, 1993, 1994)
  - 5 victòries d'etapa:
    - 2 el 1985: Andrew Hampsten, Ron Kiefel
    - 2 el 1988: Andrew Hampsten (2)
    - 1 el 1992: Maximilian Sciandri

  - 1 classificació final:
    - 1988: Andrew Hampsten

## Classificacions UCI
La següent classificació estableix la posició de l'equip en finalitzar la temporada.
| Temporada | Classificació per equips | Millor ciclista en la classificació individual |
| --------- | ------------------------ | ---------------------------------------------- |
| 1995      | 14è                      | Lance Armstrong (15è)                          |
| 1996      | 10è                      | Lance Armstrong (9è)                           |